# Градоначальники Москвы
В Москве с 1804 года существовало генерал-губернаторство, состоявшее только из одной Московской губернии (в отличие от других генерал-губернаторств, объединявших несколько губерний). Таким образом Москва и Московская губерния имели одновременно двух начальников — высшего (генерал-губернатора, называемого также военным губернатором) и низшего (губернатора, называемого также гражданским губернатором), полномочия их были разделены сложным образом.
В 1905 году (с 1 января) указом императора Николая II было учреждено Московское градоначальство (в значительной степени независимое от Московской губернии), и генерал-губернатор стал руководить московским гражданским губернатором (начальником Московской губернии) и московским градоначальником. В период между отставкой великого князя Сергея Александровича (1 января 1905 года) и назначением А. А. Козлова (14 апреля 1905 года), пришедшийся на развитие революции 1905 года, генерал-губернатора в Москве не было.
После 1917 года Москвой управляли председатели Исполкома Моссовета (перечислены ниже) и секретари Московского обкома партии (перечислены по ссылке отдельным списком), чья роль де-факто являлась решающей, что было закреплено в конституции 1977 года параграфом о руководящей роли партии (до 1990 года).
С 1991 года городом руководит мэр Москвы.

## Список главноначальствующихМосквыс 1709 года по настоящее время
| Изображение                                                                           | Фамилия, имя, отчество                  | Годы жизни             | Должность                                                                                              | Период руководства                                | Принадлежность руководства           |
| ------------------------------------------------------------------------------------- | --------------------------------------- | ---------------------- | --- | ------------------------------------------------- | ------------------------------------ |
|                                                                                       | Стрешнев, Тихон Никитич                 | 1644—1719              | губернатор                                                                                             | 3 февраля 1709 — 22 февраля 1711                  | Русское царство                      |
|                                                                                       | Ершов, Василий Семёнович                | 1672—?                 | управитель Московской губернией                                                                        | 22 февраля 1711 — январь 1712                     | Русское царство                      |
| вице-губернатор                                                                       | Ершов, Василий Семёнович                | 1672—?                 | январь 1712—1719                                                                                       |                                                   | Русское царство                      |
|                                                                                       | Ромодановский, Михаил Григорьевич       | 1653—1713              | губернатор                                                                                             | 23 января 1712 — 30 января 1713                   | Русское царство                      |
|                                                                                       | Салтыков, Алексей Петрович              | ок. 1650—1725 или 1726 | губернатор                                                                                             | 1713 — 2 мая (или январь) 1716                    | Русское царство                      |
|                                                                                       | Нарышкин, Кирилл Алексеевич             | ?—1723                 | губернатор                                                                                             | 24 января (или 29 мая) 1716 — 8 апреля 1719       | Русское царство                      |
|                                                                                       | Воейков, Иван Лукич                     | ?—1726                 | вице-губернатор                                                                                        | 24 марта 1719 — 9 марта 1726                      | Русское царство /Российская империя  |
|                                                                                       | Ромодановский, Иван Фёдорович           | ?—1730                 | главный начальник Москвы                                                                               | май 1719 — июль 1724                              | Русское царство / Российская империя |
|                                                                                       | Матвеев, Андрей Артамонович             | 1666—1728              | первоприсутствующий Московской сенатской конторы                                                       | июль 1724 — июль 1725                             | Российская империя                   |
|                                                                                       | Мусин-Пушкин, Иван Алексеевич           | 1659—1729              | первоприсутствующий Московской сенатской конторы                                                       | июль 1725 — февраль 1727                          | Российская империя                   |
|                                                                                       | Вельяминов-Зернов, Пётр Иванович        | ?—?                    | вице-губернатор                                                                                        | 28 февраля 1727 — 21 ноября 1738                  | Российская империя                   |
|                                                                                       | Плещеев, Алексей Львович                | 1691—1741              | губернатор                                                                                             | 28 февраля 1727 — 6 марта 1730                    | Российская империя                   |
|                                                                                       | Ромодановский, Иван Фёдорович           | ?—1730                 | генерал-губернатор                                                                                     | 8 мая 1727 — 4 апреля 1729                        | Российская империя                   |
|                                                                                       | Салтыков, Василий Фёдорович             | 1672—1730              | генерал-губернатор                                                                                     | 6 марта 1730 — 5 октября 1730                     | Российская империя                   |
|                                                                                       | Чернышёв, Григорий Петрович             | 1672—1745              | генерал-губернатор                                                                                     | 14 сентября 1731 — 21 августа 1735                | Российская империя                   |
|                                                                                       | Салтыков, Семён Андреевич               | 1672—1742              | главнокомандующий                                                                                      | 18 января 1732 — после 1740                       | Российская империя                   |
|                                                                                       | Дельден, Вилим Вилимович                | 1662—1735              | губернатор                                                                                             | 13 октября 1732 — 3 января 1733                   | Российская империя                   |
|                                                                                       | Балк, Фёдор Николаевич                  | 1670—1738              | губернатор                                                                                             | 17 июня 1734 — 10 ноября 1738                     | Российская империя                   |
|                                                                                       | Барятинский, Иван Фёдорович             | ?—1738                 | генерал-губернатор                                                                                     | 21 августа 1735 — июнь 1736 (или 4 января 1737)   | Российская империя                   |
|                                                                                       | Юсупов, Борис Григорьевич               | 1695—1759              | вице-губернатор                                                                                        | 21 ноября 1738 — 14 февраля 1740                  | Российская империя                   |
| губернатор                                                                            | Юсупов, Борис Григорьевич               | 1695—1759              | 14 февраля 1740 — 31 декабря 1741                                                                      |                                                   | Российская империя                   |
|                                                                                       | Трубецкой, Иван Юрьевич                 | 1667—1750              | генерал-губернатор                                                                                     | 23 мая — 23 декабря 1739                          | Российская империя                   |
|                                                                                       | Бирон, Карл                             | 1684—1746              | губернатор                                                                                             | октябрь (или 3 марта) 1740 — ноябрь 1740          | Российская империя                   |
|                                                                                       | Брюс, Александр Романович               | 1704—1760              | вице-губернатор                                                                                        | 3 марта 1740—1741                                 | Российская империя                   |
|                                                                                       | Салтыков, Владимир Семёнович            | 1705—1751              | вице-губернатор                                                                                        | 31 декабря 1741 — 5 января 1751                   | Российская империя                   |
|                                                                                       | Бутурлин, Александр Борисович           | 1694—1767              | генерал-губернатор                                                                                     | 12 декабря 1742 — декабрь (или 27 июля) 1744      | Российская империя                   |
|                                                                                       | Левашов, Василий Яковлевич              | 1667—1751              | генерал-губернатор                                                                                     | 15 декабря 1744 — 7 апреля 1751                   | Российская империя                   |
|                                                                                       | Трубецкой, Никита Юрьевич               | 1699—1767              | генерал-губернатор                                                                                     | 7 апреля 1751 — 29 марта 1753                     | Российская империя                   |
|                                                                                       | Ушаков, Семён Петрович                  | 1702—?                 | вице-губернатор                                                                                        | 29 марта 1753—1755                                | Российская империя                   |
|                                                                                       | Голицын, Сергей Алексеевич              | 1695—1758              | губернатор                                                                                             | 29 марта 1753 — 12 июня 1756                      | Российская империя                   |
|                                                                                       | Жеребцов, Николай Григорьевич           | 1710-е — ?             | вице-губернатор                                                                                        | 10 декабря 1755—1762                              | Российская империя                   |
| губернатор                                                                            | Жеребцов, Николай Григорьевич           | 1710-е — ?             | 6 марта 1762—1764                                                                                      |                                                   | Российская империя                   |
|                                                                                       | Черкасский, Пётр Борисович              | ?—1768                 | губернатор                                                                                             | 16 августа 1760 — 17 января 1762(или 9 июня 1762) | Российская империя                   |
|                                                                                       | Бутурлин, Александр Борисович           | 1694—1767              | генерал-губернатор                                                                                     | 9 июня 1762 — 15 мая 1763                         | Российская империя                   |
|                                                                                       | Реткин, Прокофий ???                    | ?—?                    | товарищ губернатора                                                                                    | 1762 — 11 июня 1764                               | Российская империя                   |
|                                                                                       | Салтыков, Пётр Семёнович                | 1698—1772              | главнокомандующий в столичном городе Москве                                                            | 15 мая 1763 — 13 ноября 1771                      | Российская империя                   |
|                                                                                       | Орлов, Григорий Григорьевич             | 1734—1783              | главнокомандующий в столичном городе Москве                                                            | 21 сентября 1771 — 17 ноября 1771                 | Российская империя                   |
|                                                                                       | Волконский, Михаил Никитич              | 1713—1788              | главнокомандующий в столичном городе Москве                                                            | 5 ноября 1771 — 11 апреля 1780                    | Российская империя                   |
|                                                                                       | Долгоруков-Крымский, Василий Михайлович | 1722—1782              | главнокомандующий в Москве                                                                             | 11 апреля 1780 — 30 января 1782                   | Российская империя                   |
|                                                                                       | Чернышёв, Захар Григорьевич             | 1722—1784              | главнокомандующий в Москве и во всей губернии Московской                                               | 4 февраля 1782 — 29 августа 1784                  | Российская империя                   |
|                                                                                       | Брюс, Яков Александрович                | 1732—1791              | главнокомандующий в столичном городе Москве и во всей Московской губернии                              | 4 сентября 1784 — 28 июня 1786                    | Российская империя                   |
|                                                                                       | Еропкин, Пётр Дмитриевич                | 1724—1805              | главнокомандующий в столичном городе Москве и во всей Московской губернии                              | 28 июня 1786 — 19 февраля 1790                    | Российская империя                   |
|                                                                                       | Прозоровский, Александр Александрович   | 1732—1809              | главнокомандующий в столичном городе Москве и во всей Московской губернии                              | 19 февраля 1790 — 21 марта 1795                   | Российская империя                   |
|                                                                                       | Измайлов, Михаил Михайлович             | 1719—1800              | главнокомандующий в столичном городе Москве и во всей Московской губернии                              | 21 марта 1795 — 20 ноября 1796                    | Российская империя                   |
| начальствующий гражданской частью в Москве и губернии                                 | Измайлов, Михаил Михайлович             | 1719—1800              | 20 ноября 1796 — 2 мая 1797                                                                            |                                                   | Российская империя                   |
|                                                                                       | Долгоруков, Юрий Владимирович           | 1740—1830              | военный губернатор                                                                                     | 2 мая 1797 — 29 ноября 1797                       | Российская империя                   |
|                                                                                       | Салтыков, Иван Петрович                 | 1730—1805              | военный губернатор, управляющий и по гражданской части                                                 | 29 ноября 1797 — 1 мая 1804                       | Российская империя                   |
|                                                                                       | Беклешов, Александр Андреевич           | 1743—1808              | военный губернатор, управляющий и по гражданской части                                                 | 1 мая 1804 — 3 августа 1806                       | Российская империя                   |
|                                                                                       | Тутолмин, Тимофей Иванович              | 1740—1809              | военный губернатор, управляющий и по гражданской части                                                 | 3 августа 1806 — 8 августа 1809                   | Российская империя                   |
|                                                                                       | Гудович, Иван Васильевич                | 1741—1820              | главнокомандующий в Москве и управляющий по гражданской части                                          | 8 августа 1809 — 12 мая 1812                      | Российская империя                   |
|                                                                                       | Ростопчин, Фёдор Васильевич             | 1763—1826              | военный губернатор                                                                                     | 24—29 мая 1812                                    | Российская империя                   |
| главнокомандующий в Москве и управляющий по гражданской части                         | Ростопчин, Фёдор Васильевич             | 1763—1826              | 29 мая 1812 — 30 августа 1814                                                                          |                                                   | Российская империя                   |
|                                                                                       | Находкин, Пётр Иванович                 | 1746—1818              | председатель Московского муниципалитета, городской голова                                              | 24 сентября — 23 октября 1812                     | Французская империя                  |
|                                                                                       | Тормасов, Александр Петрович            | 1752—1819              | военный губернатор                                                                                     | 30—31 августа 1814                                | Российская империя                   |
| главнокомандующий в Москве и управляющий по гражданской части                         | Тормасов, Александр Петрович            | 1752—1819              | 31 августа 1814 — 30 октября 1816                                                                      |                                                   | Российская империя                   |
| военный генерал-губернатор, управляющий гражданской частью                            | Тормасов, Александр Петрович            | 1752—1819              | 30 октября 1816 — 13 ноября 1819                                                                       |                                                   | Российская империя                   |
|                                                                                       | Голицын, Дмитрий Владимирович           | 1771—1844              | военный генерал-губернатор                                                                             | 6 января 1820 — 27 марта 1844                     | Российская империя                   |
|                                                                                       | Щербатов, Алексей Григорьевич           | 1776—1848              | исправляющий должность военного генерал-губернатора                                                    | 6 июня 1843 — 14 апреля 1844                      | Российская империя                   |
| военный генерал-губернатор                                                            | Щербатов, Алексей Григорьевич           | 1776—1848              | 14 апреля 1844 — 6 мая 1848                                                                            |                                                   | Российская империя                   |
|                                                                                       | Закревский, Арсений Андреевич           | 1786—1865              | военный генерал-губернатор                                                                             | 6 мая 1848 — 16 апреля 1859                       | Российская империя                   |
|                                                                                       | Строганов, Сергей Григорьевич           | 1794—1882              | военный генерал-губернатор                                                                             | 17 апреля 1859 — 8 сентября 1859                  | Российская империя                   |
|                                                                                       | Тучков, Павел Алексеевич                | 1803—1864              | военный генерал-губернатор                                                                             | 8 сентября 1859 — 21 января 1864                  | Российская империя                   |
|                                                                                       | Офросимов, Михаил Александрович         | 1797—1868              | военный генерал-губернатор                                                                             | 28 января 1864 — 30 августа 1865                  | Российская империя                   |
|                                                                                       | Сиверс, Александр Карлович              | 1823—1887              | Московский губернатор                                                                                  | 29 ноября 1866 — 27 октября 1867                  | Российская империя                   |
|                                                                                       | Долгоруков, Владимир Андреевич          | 1810—1891              | генерал-губернатор                                                                                     | 30 августа 1865 — 26 февраля 1891                 | Российская империя                   |
|                                                                                       | Костанда, Апостол Спиридонович          | 1817—1898              | исправляющий должность генерал-губернатора                                                             | 28 февраля 1891 — 5 мая 1891                      | Российская империя                   |
|                                                                                       | Великий князь Сергей Александрович      | 1857—1905              | Московский генерал-губернатор и командующий войсками Московского военного округа                       | 26 февраля 1891 — 1 января 1905                   | Российская империя                   |
|                                                                                       | Руднев, Иван Николаевич                 | 1851—1912              | исполняющий должность Московского градоначальника                                                      | 1 января 1905 — 16 января 1905                    | Российская империя                   |
|                                                                                       | Волков, Евгений Николаевич              | 1864—1933              | Московский градоначальник                                                                              | 16 января 1905 — 18 апреля 1905                   | Российская империя                   |
|                                                                                       | Козлов, Александр Александрович         | 1837—1924              | Московский генерал-губернатор                                                                          | 14 апреля 1905 — 15 июля 1905                     | Российская империя                   |
|                                                                                       | Шувалов, Павел Павлович                 | 1859—1905              | Московский градоначальник                                                                              | 18 апреля 1905 — 28 июня 1905                     | Российская империя                   |
|                                                                                       | Руднев, Иван Николаевич                 | 1851—1912              | исполняющий должность Московского градоначальника                                                      | 28 июня 1905 — 16 июля 1905                       | Российская империя                   |
|                                                                                       | Дурново, Пётр Павлович                  | 1835—1919              | Московский генерал-губернатор                                                                          | 15 июля 1905 — 24 ноября 1905                     | Российская империя                   |
|                                                                                       | Медем, Георгий Петрович фон             | 1858—1911              | Московский градоначальник                                                                              | 16 июля 1905 — 30 декабря 1905                    | Российская империя                   |
|                                                                                       | Дубасов, Фёдор Васильевич               | 1845—1912              | Московский генерал-губернатор                                                                          | 24 ноября 1905 — 5 июля 1906                      | Российская империя                   |
|                                                                                       | Рейнбот, Анатолий Анатольевич           | 1868—1918              | Московский градоначальник                                                                              | 7 января 1906 — 11 декабря 1907                   | Российская империя                   |
|                                                                                       | Гершельман, Сергей Константинович       | 1854—1910              | Московский генерал-губернатор                                                                          | 5 июля 1906 — 17 марта 1909                       | Российская империя                   |
| исправляющий должность Московского генерал-губернатора                                | Гершельман, Сергей Константинович       | 1854—1910              | 17 марта 1909 — 15 апреля 1909                                                                         |                                                   | Российская империя                   |
|                                                                                       | Джунковский, Владимир Фёдорович         | 1865—1938              | исправляющий должность Московского губернатора                                                         | 11 ноября 1905 — 6 августа 1908                   | Российская империя                   |
| Московский губернатор                                                                 | Джунковский, Владимир Фёдорович         | 1865—1938              | 6 августа 1908 — 25 января 1913                                                                        |                                                   | Российская империя                   |
|                                                                                       | Адрианов, Александр Александрович       | 1861—1918              | Московский градоначальник                                                                              | 7 февраля 1908 — 30 мая 1915                      | Российская империя                   |
| главноначальствующий над Москвой                                                      | Адрианов, Александр Александрович       | 1861—1918              | 11 июля 1914 — 5 мая 1915                                                                              |                                                   | Российская империя                   |
|                                                                                       | Юсупов, Феликс Феликсович (старший)     | 1856—1928              | главноначальствующий над Москвой                                                                       | 5 мая 1915 — 3 сентября 1915                      | Российская империя                   |
|                                                                                       | Мрозовский, Иосиф Иванович              | 1857—1934              | командующий войсками Московского военного округа                                                       | 10 сентября 1915 — 1 марта 1917                   | Российская империя                   |
| главный начальник Москвы                                                              | Мрозовский, Иосиф Иванович              | 1857—1934              | 2 октября 1915 — 1 марта 1917                                                                          |                                                   | Российская империя                   |
|                                                                                       | Шебеко, Вадим Николаевич                | 1864—1943              | Московский градоначальник                                                                              | 17 февраля 1916 — 1 марта 1917                    | Российская империя                   |
|                                                                                       | Вогак, Константин Ипполитович           | 1859—1923              | управляющий гражданской частью в Москве                                                                | 1 марта 1917 — 9 августа 1917                     | Российская империя                   |
|                                                                                       | Челноков, Михаил Васильевич             | 1863—1935              | комиссар Временного правительства по Москве                                                            | 1 марта 1917 — 6 марта 1917                       | Российская республика                |
|                                                                                       | Кишкин, Николай Михайлович              | 1864—1930              | комиссар Временного правительства по Москве                                                            | 6 марта 1917 — 25 сентября 1917                   | Российская республика                |
|                                                                                       | Никитин, Алексей Максимович             | 1876—1939              | председатель Исполкома Московского городского Совета                                                   | 13 — 18 марта 1917                                | Российская республика                |
|                                                                                       | Хинчук, Лев Михайлович                  | 1868—1939              | председатель Исполкома Московского городского Совета                                                   | 18 марта — 24 сентября 1917                       | Российская республика                |
|                                                                                       | Руднев, Вадим Викторович                | 1874—1940              | Московский городской голова                                                                            | 11 июля 1917 — 2 ноября 1917                      | Российская республика                |
|                                                                                       | Ногин, Виктор Павлович                  | 1878—1924              | председатель президиума исполкома Московского Совета рабочих депутатов                                 | 30 сентября 1917 — 27 ноября 1917                 | РСФСР                                |
|                                                                                       | Покровский, Михаил Николаевич           | 1868—1932              | председатель президиума Московского Совета рабочих и солдатских депутатов                              | 27 ноября 1917 — 24 февраля 1918                  | РСФСР                                |
|                                                                                       | Смидович, Пётр Гермогенович             | 1874—1935              | председатель президиума Московского Совета рабочих и красноармейских депутатов                         | 24 февраля — 3 августа 1918                       | РСФСР                                |
|                                                                                       | Каменев, Лев Борисович                  | 1883—1936              | председатель президиума Московского Совета рабочих, крестьянских и красноармейских депутатов           | 14 октября 1918 — май 1926                        | РСФСР / СССР                         |
|                                                                                       | Уханов, Константин Васильевич           | 1891—1937              | председатель исполкома Московского Совета рабочих, крестьянских и красноармейских депутатов            | 17 мая 1926 — 23 сентября 1929                    | СССР                                 |
| председатель исполкома Московского областного совета рабочих и крестьянских депутатов | Уханов, Константин Васильевич           | 1891—1937              | 23 сентября 1929 — 28 февраля 1931                                                                     |                                                   | СССР                                 |
|                                                                                       | Булганин, Николай Александрович         | 1895—1975              | председатель исполкома Московского городского Совета рабочих, крестьянских и красноармейских депутатов | 28 февраля 1931 — 11 августа 1937                 | СССР                                 |
|                                                                                       | Сидоров, Иван Иванович                  | 1897—1984              | председатель исполкома Московского городского Совета рабочих, крестьянских и красноармейских депутатов | 11 августа 1937 — 3 ноября 1938                   | СССР                                 |
|                                                                                       | Ефремов, Александр Илларионович         | 1904—1951              | председатель исполкома Московского городского Совета рабочих, крестьянских и красноармейских депутатов | 3 ноября 1938 — 14 апреля 1939                    | СССР                                 |
|                                                                                       | Пронин, Василий Прохорович              | 1905—1993              | председатель исполкома Московского городского Совета депутатов трудящихся                              | 14 апреля 1939 — 7 декабря 1944                   | СССР                                 |
|                                                                                       | Попов, Георгий Михайлович               | 1906—1968              | председатель исполкома Московского городского Совета депутатов трудящихся                              | 7 декабря 1944 — декабрь 1949                     | СССР                                 |
|                                                                                       | Яснов, Михаил Алексеевич                | 1906—1991              | председатель исполкома Московского городского Совета депутатов трудящихся                              | 18 января 1950 — 2 февраля 1956                   | СССР                                 |
|                                                                                       | Бобровников, Николай Иванович           | 1909—1992              | председатель исполкома Московского городского Совета депутатов трудящихся                              | 2 февраля 1956 — 2 сентября 1961                  | СССР                                 |
|                                                                                       | Дыгай, Николай Александрович            | 1908—1963              | председатель исполкома Московского городского Совета депутатов трудящихся                              | 2 сентября 1961 — 6 марта 1963                    | СССР                                 |
|                                                                                       | Промыслов, Владимир Фёдорович           | 1908—1993              | председатель исполкома Московского городского Совета депутатов трудящихся                              | 11 марта 1963 — 16 октября 1977                   | СССР                                 |
| председатель исполкома Московского городского Совета народных депутатов               | Промыслов, Владимир Фёдорович           | 1908—1993              | 16 октября 1977 — декабрь 1985                                                                         |                                                   | СССР                                 |
|                                                                                       | Сайкин, Валерий Тимофеевич              | 1937—2024              | председатель исполкома Московского городского Совета народных депутатов                                | 3 января 1986 — 13 апреля 1990                    | СССР                                 |
|                                                                                       | Попов, Гавриил Харитонович              | род. 1936              | председатель Московского городского Совета народных депутатов, мэр Москвы                              | 20 апреля 1990 — 6 июня 1992                      | СССР / Российская Федерация          |
|                                                                                       | Лужков, Юрий Михайлович                 | 1936—2019              | мэр Москвы                                                                                             | 6 июня 1992 — 16 июня 1996                        | Российская Федерация                 |
| Временно исполняющий обязанности Мэра Москвы                                          | Лужков, Юрий Михайлович                 | 1936—2019              | 16 июня 1996 — 21 июня 1996                                                                            |                                                   | Российская Федерация                 |
| Мэр Москвы                                                                            | Лужков, Юрий Михайлович                 | 1936—2019              | 21 июня 1996 — 19 декабря 1999                                                                         |                                                   | Российская Федерация                 |
| Временно исполняющий обязанности Мэра Москвы                                          | Лужков, Юрий Михайлович                 | 1936—2019              | 19 декабря 1999 — 29 декабря 1999                                                                      |                                                   | Российская Федерация                 |
| Мэр Москвы                                                                            | Лужков, Юрий Михайлович                 | 1936—2019              | 29 декабря 1999 — 7 декабря 2003                                                                       |                                                   | Российская Федерация                 |
| Временно исполняющий обязанности Мэра Москвы                                          | Лужков, Юрий Михайлович                 | 1936—2019              | 7 декабря 2003 — 17 декабря 2003                                                                       |                                                   | Российская Федерация                 |
| Мэр Москвы                                                                            | Лужков, Юрий Михайлович                 | 1936—2019              | 17 декабря 2003 — 27 июня 2007                                                                         |                                                   | Российская Федерация                 |
| Временно исполняющий обязанности Мэра Москвы                                          | Лужков, Юрий Михайлович                 | 1936—2019              | 27 июня 2007 — 6 июля 2007                                                                             |                                                   | Российская Федерация                 |
| Мэр Москвы                                                                            | Лужков, Юрий Михайлович                 | 1936—2019              | 6 июля 2007 — 28 сентября 2010                                                                         |                                                   | Российская Федерация                 |
|                                                                                       | Ресин, Владимир Иосифович               | род. 1936              | Временно исполняющий обязанности Мэра Москвы                                                           | 28 сентября 2010 — 21 октября 2010                | Российская Федерация                 |
|                                                                                       | Собянин, Сергей Семёнович               | род. 1958              | Мэр Москвы                                                                                             | 21 октября 2010 — 5 июня 2013                     | Российская Федерация                 |
| Временно исполняющий обязанности Мэра Москвы                                          | Собянин, Сергей Семёнович               | род. 1958              | 5 июня 2013 — 12 сентября 2013                                                                         |                                                   | Российская Федерация                 |
| Мэр Москвы                                                                            | Собянин, Сергей Семёнович               | род. 1958              | 12 сентября 2013 — 9 сентября 2018                                                                     |                                                   | Российская Федерация                 |
| Мэр Москвы                                                                            | Собянин, Сергей Семёнович               | род. 1958              | 9 сентября 2018 — 10 сентября 2023                                                                     |                                                   | Российская Федерация                 |
| Мэр Москвы                                                                            | Собянин, Сергей Семёнович               | род. 1958              | 10 сентября 2023 — настоящее время                                                                     |                                                   | Российская Федерация                 |